# Szabványosítás
A szabványosítás olyan, a szabványok kidolgozásából, kibocsátásából és alkalmazásából álló tevékenység, amely általános és ismételten alkalmazható megoldásokat ad fennálló vagy
várható problémákra azzal a céllal, hogy a rendező hatás az adott feltételek között a legkedvezőbb legyen.

## A szabványosítás fogalmai

### Műszaki
A szabványosítás a technológia, valamint az ipar összefüggésében azt a folyamatot jelöli, amelynek során a piacon egymással versengő felek számára műszaki szabványt alakítanak ki a megfelelő szervezetek egymással együttműködve. Ez az együttműködés elvileg a verseny megsértése nélkül előnyös a felek számára, ám kétségtelen, hogy abban is verseny folyik, hogy kinek a műszaki megoldásából legyen szabvány, éppen a piaci sikerek alapján.
Úgy is felfogható, hogy a ritka vagy fogyó erőforrások optimális gazdasági felhasználásának az eszköze. Példa a szabványosításra, hogy ma egész Európában 230 voltos, 50 Hz váltóáramot használnak és GSM mobiltelefonokat; a hosszúságot többnyire méterrel mérik. (A mérték megválasztásának problémáiról l. A mérés szócikket)
A történelemben ismert a velencei gályák szabványosítása. Ez azt jelentette, hogy minden ilyen szabványos hajón az ablakok, ajtók, fedélzeti berendezések, vitorlák méretét szabványok írták le, és ez lehetővé tette, hogy minden kikötőben, ahol raktár volt, tetszőleges pótalkatrész egyszerű módon állt rendelkezésükre.

### Szociológiai
A társadalomtudományban a szabványosítás, vagy egységesítés különböző fajta, racionálisnak tekintett szabályok bevezetésének gyakorlatát jelenti, amelyek célja az emberek közti tranzakciók (történések) megkönnyítése, hatékonyabbá tétele. Az egységesítésben a formalizálást, azaz a kötetlen, szabályozatlan gyakorlatok megkötését, mederbe terelését alkalmazzák. Ma már egységes elvek szerint ítélnek a bíróságok, diagnosztizálnak betegséget az orvosok, vagy kapnak képzést a vámtisztek.
A nagymérvű társadalmi változásokban is jelen van a szabványosítás, méghozzá különböző jelszavak alatt, mint például Modernizálás, bürokratizálás, homogenizáció és központosítás vagy éppen a regionalizáció vagy decentralizáció.

### Mezőgazdaság
Standardizálásnál a hangsúly a jó minőségen kívül inkább az áru több lényeges tulajdonságának egyöntetű jelenlétén, illetőleg azonosságán van, ami a termék minőségének megfelelő osztályozását segíti elő. A mezőgazdaságban ez azért is fontos, mert különböző termelőktől, különböző vidékekről származó árucikkeket eladás előtt megfelelő osztályozással egyértelművé kell tenni. Hogy ez milyen követelmények szerint történjék, azt elsősorban a piac igényei határozzák meg.

## Formái
A szabványok (előírások) léteznek de facto módon, amely azt jelenti, hogy azért tartják meg őket, mert az előnyökkel jár, vagy lehetnek de jure, kötelezőek, vagyis azért követik őket, mert léteznek többé-kevésbé jogilag kötelező szerződések és okmányok. Maguk az államok is kötelesek betartani a saját hivatalos szabványosítási intézményeik által elfogadott szabványokat. Ezek megtartása, tisztelete bizonyos piacokon, bizonyos vállalatokkal vagy csoportokon belüli együttműködésbe való belépés előfeltétele.
Vannak nyitott és szerzői joggal védett szabványok is. Számos elfogadott és tervezett, világ- és nemzeti szabvány létezik.
Direktívák figyelembevételével kidolgozott szabványt harmonizált szabványnak nevezik.
Jelölések
- A magyar szabványok hivatalos jelölése a következő: a nemzeti jel MSZ a megkülönböztető sorszám xxxx- (egy szabványon belüli szabvány xxxx-x) a kibocsátás éve :yyyy
- Nemzetközi szabvány: ISO
- Európai szabvány: EN
  - Európai uniós szabvány honosítása: MSZ EN
  - Nemzetközi szabvány honosítása: MSZ ISO
  - Nemzetközi szabvány honosítása: MSZ IEC
  - Olyan nemzetközi szabvány, amit az unió is elfogadott: MSZ EN ISO

### Példa
Az internet működésében részt vevő eszközök működését és interakcióját irányító technika specifikációja közül számos szabványnak, szabványosnak számít.